# Йонас Торсвік
Йонас Твіберг Торсвік (норв. Jonas Tviberg Torsvik, нар. 24 травня 2005, Берген, Норвегія) — норвезький футболіст, захисник клубу «Бранн».

## Ігрова кар'єра

### Клубна
Займатися футболом Йонас Торсвік почав у своєму рідному місті Берген в молодіжній команді клубу «Лоддефьорд». У 2020 році футболіст приєднався до клубу «Бранн», де також починав грати на молодіжному рівні. У травні 2022 року Торсівк отримав перший виклик до головної команди клубу на матч Кубка країни.
24 червня 2023 року у матчі проти «Вікінга» Торсвік дебютував в чемпіонаті Норвегії. До кінця сезону захисник провів ще кілька матчів в основі і отримав нагороду "Кращий молодий гравець року" від офіційного клубу фанатів «Бранна».

### Збірна
У 2021 і 2022 роках Йонас Торсвік провів кілька матчів за юнацькі збірні Норвегії.